# Tevkii Hamza Hamid Pascià
Tevkii Hamza Hamid Pascià (Istanbul, 1688 – La Mecca, 1770) è stato un politico ottomano.
Egli divenne segretario del grand visir o mektubdju (febbraio 1741) grazie alla protezione di Ragıp Pascià, carica che tenne per 14 anni. Il 25 ottobre 1755 fu nominato Ministro degli Affari Esteri (Reis ül-Küttab) e poi tenne diversi ministeri, tra cui tre volte quello di Kethüda (interno). 
Raggiunse il rango di visir nell'ottobre del 1762 e il 24 marzo 1763 sostituì Ragıp Pascià (che si era ammalato) come grande visir, e definitivamente l'8 aprile quando Ragıp Pascià morì. Fu un pessimo gran visir che prese molto tempo per prendere le decisioni e a cui piaceva troppo la bella vita. Dopo sette mesi fu licenziato (31 ottobre 1763) e inviato come governatore a Creta dove rimase fino al 1769 quando fu nominato governatore di Gedda e Habesh. Morì la primavera seguente a La Mecca.